# أيدي بوثرويد
أيدي بوثرويد (بالإنجليزية: Aidy Boothroyd)‏ (8 فبراير 1971 في المملكة المتحدة - ) هو مدرب كرة قدم ولاعب كرة قدم بريطاني في مركز الدفاع. لعب مع هارت أوف ميدلوثيان وهدرسفيلد تاون ونادي مانسفيلد تاون ونادي بيتربورو يونايتد ونادي بريستول روفيرز.

## روابط خارجية
- أيدي بوثرويد على موقع قاعدة بيانات كرة القدم.إي يو (الإنجليزية)
- أيدي بوثرويد على موقع Soccerbase.com (مدرب) (الإنجليزية)